# Nyctibius griseus
Il nittibio comune (Nyctibius griseus (Gmelin, 1789)), chiamato anche nittibio grigio, è un uccello notturno insettivoro appartenente al genere Nyctibius e alla famiglia Nyctibiidae. È diffuso in America centrale e del Sud.

## Descrizione

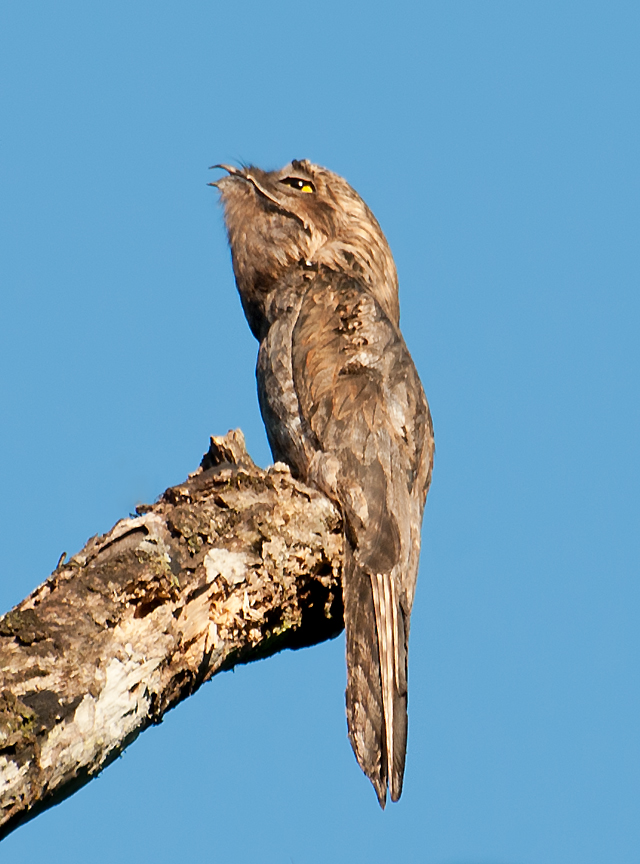
Nittibio grigio a San Paolo, Brasile

L'aspetto del nittibio comune è molto simile a quello delle altre specie della famiglia, con un becco largo, piatto e corto, simile alla bocca di una rana (per questo alcune specie di un'altra famiglia dello stesso ordine, Podargidae, sono noti in inglese come frogmouth, ossia "bocca di rana"). Il piumaggio è screziato e mimetico, grigio-marrone con strisce e chiazze nere. Gli occhi sono piuttosto grandi con l'iride di un colore che va dal giallo al marrone, con le pupille nere.
La testa è appiattita e squadrata, e presenta vibrisse (piccole piume morbide e sottili) sensoriali intorno agli occhi e al becco.

## Distribuzione e habitat
È diffuso nell'ecozona neotropicale, dal livello del mare fino a 1800 m di quota. La sottospecie Nyctibius griseus panamensis è diffusa dalla costa orientale del Nicaragua a nord lungo la Costa Rica e Panama, e in Venezuela nord-occidentale, Colombia, Ecuador e Perù settentrionale, ad ovest delle Ande. La sottospecie N. g. griseus è invece diffusa a Trinidad e Tobago e, ad est delle Ande, dal Venezuela all'Uruguay.
Abitano aree boscose, savane, e habitat artificiali rurali.

## Comportamento
Questa specie, come le altre dello stesso ordine, è notturna, e durante il giorno riposa sui rami degli alberi in una singolare posizione di mimetismo, con il corpo inclinato leggermente in avanti ed il collo e la testa distesi per sembrare un ramo spezzato, ma con gli occhi socchiusi per nascondere il colore appariscente degli occhi riuscendo comunque a individuare potenziali predatori.
Il verso di questo uccello si presenta come un uuuh uuh uuh uuh uuuh discendente, lanciato di tanto in tanto nelle ore notturne, che può risultare piuttosto inquietante quando l'animale lo emette senza essere notato, e che gli ha fatto guadagnare il nome spagnolo di pájaro fantasma (uccello fantasma).
Il nittibio comune si nutre di insetti volanti che cattura attirandoli con la luce riflessa dai grandi occhi e catturandoli protraendosi in avanti e spalancando il becco quando capitano a tiro. È in grado di individuarli anche grazie alle vibrisse.